# 劳尔瓦达
劳尔瓦达，是西班牙卡斯蒂利亚-莱昂萨拉曼卡省的一个市镇。 总面积31平方公里，总人口283人（2001年），人口密度9人/平方公里。